# مایرتلفورد
مایرتلفورد (به انگلیسی: Myrtleford) یک شهرک در استرالیا است که در ویکتوریا (استرالیا) واقع شده‌است.